# Oreoderus coomani
Oreoderus coomani är en skalbaggsart som beskrevs av Renaud Maurice Adrien Paulian 1961. Oreoderus coomani ingår i släktet Oreoderus och familjen Cetoniidae. Inga underarter finns listade i Catalogue of Life.